# SN 1968P
SN 1968P – supernowa odkryta 21 lipca 1968 roku w galaktyce LEDA0085536. W momencie odkrycia miała maksymalną jasność 16,80m.